# HD현대미포
HD현대미포(HD現代尾浦, HM: Hyundai Mipo)는 울산광역시 동구에 위치한 대한민국의 조선업체이다. 본래는 선박 수리업을 목적으로 설립되었으나 중소형선 건조로 사업 영역을 변경하였다.

## 누적 선박건조 현황 (인도기준)
| 누적인도척수 | 달성년도 |
| ------------ | -------- |
| 300척        | 2007     |
| 400척        | 2009     |
| 500척        | 2011     |
| 600척        | 2012     |
| 700척        | 2013     |
| 800척        | 2015     |
| 900척        | 2016     |
| 1000척       | 2018     |

## 같이 보기
- 울산 현대미포조선 돌고래 축구단